# Mezinárodní motocyklová šestidenní
Mezinárodní motocyklová šestidenní (anglicky International Six Days Enduro) je týmová motocyklová soutěž pořádaná od roku 1913. Soutěž, přezdívaná též „motocyklová olympiáda“, se až na dvě světovými válkami vynucené přestávky koná každoročně na začátku podzimu.

## Historie
Šestidenní, jak se tato soutěž zkráceně nazývá, vznikla v roce 1913 jako International Six Days Trial z popudu Mezinárodní federace motocyklistů (FIM). Navazovala na tradici Six Days Trial, motocyklové soutěže konané ve Velké Británii v letech 1903 (jako Reliabity Trial) až 1912. Od samého počátku se jednalo o týmovou soutěž, která si kladla za cíl prověřit odolnost a vytrvalost jak jezdců, tak strojů. Mělo se také jednat o soutěž mezinárodní. To se v prvním ročníku příliš nepodařilo, většina startujících jezdců byli Britové, které doplnili jezdci z Francie. Ani ne rok poté vypukla 1. světová válka a druhý ročník se tak uskutečnil až v roce 1920. Další přerušení, v letech 1940 až 1946, si vyžádala 2. světová válka. Navíc byly v roce 1947 FIM anulovány výsledky z roku 1939.

## Trofeje

### Světová trofej
Hlavní soutěží je boj o Světovou trofej (World Trophy). Až do roku 1969 se soutěžilo o Mezinárodní trofej (International trophy), které se účastnily reprezentační týmy na motocyklech domácí výroby. V roce 1970 změnila FIM pravidla i název trofeje a jezdci dnes mohou startovat na strojích dle vlastního výběru. Vítězové Světové trofeje získávají zároveň titul mistrů světa.

### Stříbrná váza
V roce 1924 přibyla soutěž o Stříbrnou vázu. Tato soutěž si brzy získala velkou oblibu, neboť umožňovala start i zemím bez vlastní výroby motocyklů. V souvislosti se změnou pravidel v roce 1970 ovšem prestiž této trofeje poněkud poklesla. V roce 1985 tedy byla změněna na Světovou trofej juniorů.

### Světová trofej juniorů
V roce 1985 nahradila soutěž o Stříbrnou vázu Světová trofej juniorů. Soutěž je určena pro jezdce do 23 let.

### Ženská trofej
V roce 2007 byl do programu zařazen Pohár žen (Women Trophy).

### Medaile
Přesto, že se jedná o týmovou soutěž, je udělováno i individuální ocenění pro jezdce. Jedná se o zlatou, stříbrnou a bronzovou medaili.
Původně získával zlatou medaili jezdec, který soutěž dokončil bez trestných bodů, méně než 25 trestných bodů přineslo jezdci stříbrnou medaili a více než 25 pak bronzovou.
S tím, jak se pravila vyvíjela, a změnil se i systém bodování, došlo i ke změně v udělování medailí. V současnosti získá zlatou medaili nejlepší jezdec v objemové třídě a každý další jezdec, jehož výsledek je maximálně o 10% horší, stříbro získají jezdci s výsledkem maximálně o 40% horším a všichni ostatní získají medaili bronzovou.

### Další trofeje
V rámci Šestidenní ještě soutěží klubové týmy o diplom Mezinárodní federace motocyklistů FIM a tovární týmy o velké zlaté medaile FIM.

## Přehled jednotlivých ročníků

### Mezinárodní trofej
| Rok  | Místo konání                      | Mezinárodní trofej                      | Stříbrná váza                           |
| ---- | --------------------------------- | --------------------------------------- | --------------------------------------- |
| 1913 | Carlisle, Velká Británie          | Velká Británie                          |                                         |
| 1920 | Grenoble, Francie                 | Švýcarsko                               |                                         |
| 1921 | Švýcarsko                         | Švýcarsko                               |                                         |
| 1922 | Švýcarsko                         | Švýcarsko                               |                                         |
| 1923 | Švédsko a Norsko                  | Švédsko                                 |                                         |
| 1924 | Chaud Fontaine, Belgie            | Velká Británie                          | Norsko                                  |
| 1925 | Southampton, Velká Británie       | Velká Británie                          | Velká Británie                          |
| 1926 | Buxton, Velká Británie            | Velká Británie                          | Velká Británie                          |
| 1927 | Ambleside, Velká Británie         | Velká Británie                          | Velká Británie                          |
| 1928 | Harrogate, Velká Británie         | Velká Británie                          | Velká Británie                          |
| 1929 | Mnichov/Ženeva, Německo/Švýcarsko | Velká Británie                          | Velká Británie                          |
| 1930 | Grenoble, Francie                 | Itálie                                  | Francie                                 |
| 1931 | Merano, Itálie                    | Itálie                                  | Nizozemsko                              |
| 1932 | Merano, Itálie                    | Velká Británie                          | Velká Británie                          |
| 1933 | Llandrindod Wells, Velká Británie | Německo                                 | Velká Británie                          |
| 1934 | Garmisch-Partenkirchen, Německo   | Německo                                 | Velká Británie                          |
| 1935 | Oberstdorf, Německo               | Německo                                 | Německo                                 |
| 1936 | Freundenstadt, Německo            | Velká Británie                          | Velká Británie                          |
| 1937 | Llandrindod Wells, Velká Británie | Velká Británie                          | Nizozemsko                              |
| 1938 | Llandrindod Wells, Velká Británie | Velká Británie                          | Německo                                 |
| 1939 | Salcburk, Německo                 | výsledky byly v roce 1947 FIM anulovány | výsledky byly v roce 1947 FIM anulovány |
| 1947 | Zlín, Československo              | Československo                          | Československo                          |
| 1948 | San Remo, Itálie                  | Velká Británie                          | Velká Británie                          |
| 1949 | Llandrindod Wells, Velká Británie | Velká Británie                          | Československo                          |
| 1950 | Llandrindod Wells, Velká Británie | Velká Británie                          | Velká Británie                          |
| 1951 | Varese, Itálie                    | Velká Británie                          | Nizozemsko                              |
| 1952 | Bad Aussee, Rakousko              | Československo                          | Československo                          |
| 1953 | Gottwaldov, Československo        | Spojené království                      | Československo                          |
| 1954 | Llandrindod Wells, Velká Británie | Československo                          | Nizozemsko                              |
| 1955 | Gottwaldov, Československo        | NSR                                     | Československo                          |
| 1956 | Garmisch-Partenkirchen, NSR       | Československo                          | Nizozemsko                              |
| 1957 | Špindlerův Mlýn, Československo   | NSR                                     | Československo                          |
| 1958 | Garmisch-Partenkirchen, NSR       | Československo                          | Československo                          |
| 1959 | Gottwaldov, Československo        | Československo                          | Československo                          |
| 1960 | Bad Aussee, Rakousko              | Rakousko                                | Itálie                                  |
| 1961 | Llandrindod Wells, Velká Británie | NSR                                     | Československo                          |
| 1962 | Garmisch-Partenkirchen, NSR       | Československo                          | NSR                                     |
| 1963 | Špindlerův Mlýn, Československo   | NDR                                     | Itálie                                  |
| 1964 | Erfurt, NDR                       | NDR                                     | NDR                                     |
| 1965 | Ostrov Man, Velká Británie        | NDR                                     | NDR                                     |
| 1966 | Villingsberg, Švédsko             | NDR                                     | NSR                                     |
| 1967 | Zakopané, Polsko                  | NDR                                     | Československo                          |
| 1968 | San Pellegrino Terme, Itálie      | NSR                                     | Itálie                                  |
| 1969 | Garmisch-Partenkirchen, NSR       | NDR                                     | NSR                                     |

### Světová trofej
| Rok  | Místo konání                      | Světová trofej | Stříbrná váza  | Ženská trofej |
| ---- | --------------------------------- | -------------- | -------------- | ------------- |
| 1970 | El Escorial, Španělsko            | Československo | Československo |               |
| 1971 | Ostrov Man, Velká Británie        | Československo | Československo |               |
| 1972 | Špindlerův Mlýn, Československo   | Československo | Československo |               |
| 1973 | Dalton, USA                       | Československo | USA            |               |
| 1974 | Camerino, Itálie                  | Československo | Československo |               |
| 1975 | Ostrov Man, Velká Británie        | NSR            | Itálie         |               |
| 1976 | Zeltweg, Rakousko                 | NSR            | Československo |               |
| 1977 | Považská Bystrica, Československo | Československo | Československo |               |
| 1978 | Hillerstorp, Švédsko              | Československo | Itálie         |               |
| 1979 | Neunkirchen, NSR                  | Itálie         | Československo |               |
| 1980 | Brioude, Francie                  | Itálie         | NSR            |               |
| 1981 | Elba, Itálie                      | Itálie         | Itálie         |               |
| 1982 | Považská Bystrica, Československo | Československo | NDR            |               |
| 1983 | Builth Wells, Velká Británie      | Švédsko        | Švédsko        |               |
| 1984 | Assen, Nizozemsko                 | Nizozemsko     | NDR            |               |
| 1985 | Alp, Španělsko                    | Švédsko        | NDR            |               |
| 1986 | San Pellegrino Terme, Itálie      | Itálie         | Itálie         |               |
| 1987 | Jelení Hora, Polsko               | NDR            | NDR            |               |
| 1988 | Mende, Francie                    | Francie        | Itálie         |               |
| 1989 | Walldürn, NSR                     | Itálie         | Finsko         |               |
| 1990 | Västerås, Švédsko                 | Švédsko        | Švédsko        |               |
| 1991 | Považská Bystrica, Československo | Švédsko        | USA            |               |
| 1992 | Cessnock, Austrálie               | Itálie         | Švédsko        |               |
| 1993 | Assen, Nizozemsko                 | Polsko         | Nizozemsko     |               |
| 1994 | Tulsa, USA                        | Itálie         | Švédsko        |               |
| 1995 | Jelení Hora, Polsko               | Itálie         | Austrálie      |               |
| 1996 | Hämeenlinna, Finsko               | Finsko         | Finsko         |               |
| 1997 | Brescia, Itálie                   | Itálie         | Itálie         |               |
| 1998 | Traralgon, Austrálie              | Finsko         | Španělsko      |               |
| 1999 | Coimbra, Portugalsko              | Finsko         | Španělsko      |               |
| 2000 | Granada, Španělsko                | Itálie         | Španělsko      |               |
| 2001 | Brive la Gaillarde, Francie       | Francie        | Itálie         |               |
| 2002 | Jablonec nad Nisou, Česko         | Finsko         | Francie        |               |
| 2003 | Fortaleza, Brazílie               | Finsko         | Francie        |               |
| 2004 | Kielce, Polsko                    | Finsko         | Finsko         |               |
| 2005 | Považská Bystrica, Slovensko      | Itálie         | Itálie         |               |
| 2006 | Taupo, Nový Zéland                | Finsko         | USA            |               |
| 2007 | La Serena, Chile                  | Itálie         | Španělsko      | USA           |
| 2008 | Serres, Řecko                     | Francie        | Itálie         | Francie       |
| 2009 | Figueira da Foz, Portugalsko      | Francie        | Španělsko      | Francie       |
| 2010 | Valle de Bravo, Mexiko            | Francie        | Španělsko      | Francie       |
| 2011 | Kotka-Hamina, Finsko              | Finsko         | Francie        | Francie       |
| 2012 | Sachsenring, Německo              | Francie        | Francie        | Francie       |
| 2013 | Olbia, Itálie                     | Francie        | Francie        | Austrálie     |
| 2014 | San Juan, Argentina               | Francie        | USA            | Austrálie     |
| 2015 | Košice, Slovensko                 | Francie        | Austrálie      | Austrálie     |
| 2016 | Los Arcos, Španělsko              |                |                |               |